# Джош Гоффі
Джош Гоффі (порт. Josh Goffi; нар. 24 січня 1979) — колишній бразильський тенісист.
Найвищу одиночну позицію світового рейтингу — 488 місце досяг 16 червня 2003, парну — 121 місце — 5 липня 2004 року.

## Титули на челленджерах

### Парний розряд
| Ранг | Рік  | Турнір                      | Покриття | Партнер        | Суперники                    | Рахунок       |
| ---- | ---- | --------------------------- | -------- | -------------- | ---------------------------- | ------------- |
| 1.   | 2003 | Eddleman Pro Tennis Classic | Ґрунт    | Тревіс Перротт | Пол Голдстейн Роберт Кендрік | 6–4, 2–6, 6–2 |